# ワールド・ジャンプ・デー
ワールド・ジャンプ・デー（World Jump Day）とは、世界時(GMT)2006年7月20日10時39分13秒（夏時間の場合11時39分13秒、日本時間19時39分13秒）に予定されていた、「西半球で6億人の人が同時にジャンプして地球の軌道をずらし、地球温暖化をストップさせよう」という計画である。
インターネット上で行われているフラッシュモブの一つでその正確性には疑問がもたれている。

## 計画の詳細
- 西半球にいる6億人の人々が世界時2006年7月20日10時39分13秒に同時にジャンプすることで、地球が太陽と反対の方向にほんの少しだけ動く。すると地球の公転軌道が時間とともに現在の軌道からずれ、太陽から離れてゆく。
- 地球が太陽から離れることによって、地球が太陽から受けるエネルギーの量が減り、たとえ地球の大気の二酸化炭素濃度が高くなっても気温が大きく上昇することはなくなる。

公式サイトではジャンプへの参加を登録した人に「お知らせ」の有無を任意で選択してもらい、ジャンプ前日にジャンプを知らせる電子メールを送った。その際、ジャンプを最低2分間続けるようにとの注意も添付された。
当日、西半球各地で実際にジャンプは行われた。公式サイトではジャンプの様子を撮った写真を紹介している。

## 真偽
公式サイト(worldjumpday.org)にある参加者数のカウンターは、現在約6億0024万8012人を指している。この6億人という数字は全世界のインターネット利用者数の半分に当たる巨大な数である。しかし、19日6時37分に5億9819万6296人だったものが15分後に5億9810万6000人に落ちたとする情報があり、カウンターは不正確なもので誇大された情報とされている。
ワールド・ジャンプ・デーの理論は「ハンス・ピーター・ニースワード教授」によって提唱されたが、ハンスはグラスゴー在住のドイツ人芸術家、トルステン・ラウシュマン(Torsten Lauschmann)が創作した架空の人物であることが分かっている。また、公式サイトのDNS登録情報 からもトルステンの登録であることが判明している他、トルステンのウェブサイトである http://www.lauschmann.com と http://www.slenderwhiteman.com は公式サイトからリンクされている。

## 賛否
World Jump Dayのようにワールド・ジャンプ・デーに賛成し、協力を求めているウェブサイトもある。一方で、World Jump Day Reconsidered - A SPASModic responseのようにワールド・ジャンプ・デーに反対し、よりよい方法を探そうとしているウェブサイトも現れたほか、Contra World Anti Jump Opposite - Save our Planet!のように、軌道が変わることにより未知の事態が発生するのを防ぐため、ジャンプでずれた軌道を元に戻そうと呼びかけるサイトも現れている。
ワールド・ジャンプ・デーは科学的な検証がされておらず、非科学的なものだとする根拠も数多くある：
- 運動の第3法則から分かるように、宇宙速度を超えるようなかなりの速さで地球から離れない限り、大勢の人間がジャンプすることによって地球の軌道を変えることは不可能である。人間と地球は互いに力を及ぼしあっているので、ジャンプの力と着地による地球への力は相殺される。地球と地球の人口を含む系全体の重心が通る軌道は、ジャンプしても全く変わらない。ただし、ジャンプした人が空中にある間については、地球の軌道はごくわずかだけずれているだろう。ただ、ジャンプした人が空中にいる間に、彼らと地球の間にはたらく重力によって直ちに元に戻るだけだ。
- 体重100kgの人間60億人が同時に1.25mの高さ分ジャンプしたと仮定しても、地球にかかる力（エネルギー）は、水素爆弾により発生するエネルギーのわずか2%にしか満たないため、地球の軌道は1つの原子の半径（10-8cm,=10nm）程度しかずれない[4]。柳田理科雄の計算によると、人間の平均体重を50kgとして、世界中の人67億人が腰を20cm沈め50cm跳び上がったと仮定し、さらに人口密度を考慮した場合、これによって動く地球の距離は570億分の1mm（=5.7fm）である[5]。
- 地球の軌道は楕円形であるため軌道極点（約5,000,000 km）にはすでに大きな変化があり、地球と太陽の距離が変わるため気温の変化が生じるはずだが、いまのところこれによる気温の目立った変化は観測されていない。

## ジャンプ対象地域
- UTC-11、19日23時39分13秒
  - ミッドウェー諸島、サモアなど
- UTC-10、20日0時39分13秒
  - ハワイ州など
- UTC-9、20日2時39分13秒
  - アラスカ州など
- UTC-8、20日2時39分13秒
  - アメリカ・カナダ西海岸など
- UTC-7、20日3時39分13秒
  - アメリカ・カナダ山岳部、メキシコ中西部など
- UTC-6、20日4時39分13秒
  - アメリカ・カナダ中部、メキシコ東部、コスタリカ、ガラパゴス諸島、イースター島など
- UTC-5、20日5時39分13秒
  - アメリカ・カナダ東部、キューバ、バハマ、ジャマイカ、ハイチ、コロンビア、エクアドル、ペルーなど
- UTC-4、20日6時39分13秒
  - カナダ・ケベック州東部、ニューブランズウィック州、ドミニカ共和国、小アンティル諸島の各国、ベネズエラ、ガイアナ、ボリビア、パラグアイ、ブラジル西部、チリなど
- UTC-3.5、20日7時9分13秒
  - ニューファンドランド島
- UTC-3、20日7時39分13秒
  - グリーンランド中央部、ガイアナ、ブラジル東部、ウルグアイ、アルゼンチンなど
- UTC-2、20日8時39分13秒
  - なし
- UTC-1、20日9時39分13秒
  - アゾレス諸島、カーボベルデなど
- UTC、20日10時39分13秒
  - アイスランド、アイルランド、イギリス、ポルトガル、モロッコ、西サハラ、モーリタニア、マリ共和国、ガーナ、リベリア、サントメ・プリンシペなど
- UTC+1、20日11時39分13秒
  - ノルウェー、スウェーデン、ポーランド、ドイツ、フランス、スペイン、イタリア、セルビア、チュニジア、アルジェリア、チャド、ナイジェリア、コンゴ民主共和国西部、アンゴラ、ナミビアなど
- UTC+2、20日12時39分13秒
  - フィンランド、バルト三国、ベラルーシ、ウクライナ、ルーマニア、ブルガリア、ギリシャ、トルコ、エジプト、リビア、コンゴ民主共和国東部、ジンバブエ、南アフリカなど